# Championnat de France féminin de football de deuxième division 1997-1998
Navigation
Édition précédente Édition suivante
Le National 1B 1997-1998  est la 10e édition du Championnat de France féminin de football de seconde division. 
Le deuxième niveau du championnat féminin oppose trente clubs français répartis en trois groupes de dix clubs, en une série de dix-huit rencontres jouées durant la saison de football. En fin de saison, les meilleures équipes de chaque groupe s'affrontent lors d'un tournoi final, où chaque équipe affronte une seule fois les deux autres.
Les trois clubs participants au tournoi final montent en National 1A lors de la saison suivante alors que les deux derniers clubs de chaque groupe sont relégués en championnat interrégional.
Lors de l'exercice précédent, le Caluire SCSC, le Saint-Memmie Olympique et l'US Mans ont été relégués après avoir fini aux trois dernières places de National 1A. L'AS Moulins, l'ES Rochelaise, le FOS Hem, le FCF Monteux, le SC Schiltigheim, le Saint-Herblain OC, le Tours EC et l'US Pérenchies, ont quant à eux, gagné le droit d'évoluer dans ce championnat après avoir terminé aux premières places de leurs groupes de championnat interrégional.  
La compétition est remportée par le Caluire SCSC qui est promu en compagnie de l'US Orléans et du CBOSL Football. Dans le bas du classement, l'US Pérenchies, le Grenoble FF, le Besançon PSF, le FCE Arlac et l'US Mans sont relégués en championnat interrégional. Le FC Vendenheim est rétrogradé administrativement.

## Participants
Ce tableau présente les trente équipes qualifiées pour disputer le championnat 1997-1998. On y trouve le nom des clubs, la date de création du club, l'année de la dernière accession à cette division, le nom des stades ainsi que la capacité de ces derniers.
Le championnat comprend trois groupes de dix équipes.
Légende des couleurs
- Relégué de National 1A.
- Promu de championnat interrégional.

| \| US Orléans Saint-Memmie Olympique FCF Hénin-Beaumont SC Schiltigheim Paris SG FC Vendenheim AS Nancy-Lorraine US Compiègne FOS Hem US Pérenchies \| Localisation des clubs engagés dans le groupe A. |
| US Orléans Saint-Memmie Olympique FCF Hénin-Beaumont SC Schiltigheim Paris SG FC Vendenheim AS Nancy-Lorraine US Compiègne FOS Hem US Pérenchies                                                        |

| Nom du club            | Date de création | Dernière accession | Classement 1996-1997 | Stade                       | Capacité |
| ---------------------- | ---------------- | ------------------ | -------------------- | --------------------------- | -------- |
| Saint-Memmie Olympique | -                | 1997               | N1A                  | -                           | -        |
| FCF Hénin-Beaumont     | 1972             | 1996               | 2 (Gr A)             | Stade Octave-Birembaut      | 3 000    |
| US Compiègne           | 1988             | 1994               | 4 (Gr A)             | Stade de Mercières          | -        |
| FC Vendenheim          | 1974             | 1992               | 5 (Gr A)             | Stade Waldeck               | -        |
| AS Nancy-Lorraine      | -                | 1995               | 6 (Gr A)             | Stade Marcel-Picot (Annexe) | -        |
| US Orléans             | -                | 1995               | 6 (Gr C)             | -                           | -        |
| Paris SG               | 1971             | 1995               | 7 (Gr A)             | Stade Georges Lefevre       | 3 500    |
| SC Schiltigheim        | -                | 1997               | CIR                  | -                           | -        |
| FOS Hem                | 1970             | 1997               | CIR                  | -                           | -        |
| US Pérenchies          | -                | 1997               | CIR                  | -                           | -        |

| \| Caluire SCSC FCF Monteux ES Vitrolles Besançon AFF FC Félines Saint-Cyr AS Moulins US Villers-les-Pots FCF Le Puy Grenoble FF Besançon PSF \| Localisation des clubs engagés dans le groupe B. |
| Caluire SCSC FCF Monteux ES Vitrolles Besançon AFF FC Félines Saint-Cyr AS Moulins US Villers-les-Pots FCF Le Puy Grenoble FF Besançon PSF                                                        |

| Nom du club          | Date de création | Dernière accession | Classement 1996-1997 | Stade         | Capacité |
| -------------------- | ---------------- | ------------------ | -------------------- | ------------- | -------- |
| Caluire SCSC         | -                | 1997               | N1A                  | -             | -        |
| Besançon AFF         | -                | 1992               | 2 (Gr B)             | -             | -        |
| FC Félines Saint-Cyr | -                | 1995               | 3 (Gr B)             | -             | -        |
| ES Vitrolles         | -                | 1996               | 4 (Gr B)             | -             | -        |
| US Villers-les-Pots  | -                | 1992               | 5 (Gr B)             | -             | -        |
| Grenoble FF          | 1983             | 1992               | 6 (Gr B)             | -             | -        |
| Besançon PSF         | -                | 1996               | 7 (Gr B)             | -             | -        |
| FCF Le Puy           | -                | 1996               | 8 (Gr B)             | -             | -        |
| FCF Monteux          | 1981             | 1997               | CIR                  | Stade Bertier | -        |
| AS Moulins           | -                | 1997               | CIR                  | -             | -        |

| \| CBOSL Football FCF Condéen Saint-Herblain OC ES Cormelles-le-Royal ES Rochelaise ASPTT Vannes FC Gujan Mestras Tours EC FCE Arlac US Mans \| Localisation des clubs engagés dans le groupe C. |
| CBOSL Football FCF Condéen Saint-Herblain OC ES Cormelles-le-Royal ES Rochelaise ASPTT Vannes FC Gujan Mestras Tours EC FCE Arlac US Mans                                                        |

| Nom du club           | Date de création | Dernière accession | Classement 1996-1997 | Stade                               | Capacité |
| --------------------- | ---------------- | ------------------ | -------------------- | ----------------------------------- | -------- |
| US Mans               | 1983             | 1997               | N1A                  | Stade Léon-Bollée (Annexe)          | 4 000    |
| FC Gujan Mestras      | -                | 1995               | 2 (Gr C)             | -                                   | -        |
| CBOSL Football        | -                | 1992               | 3 (Gr C)             | Stade de l'Arceau                   | -        |
| ES Cormelles-le-Royal | 1953             | 1992               | 4 (Gr C)             | Stade Municipal                     | -        |
| FCF Condéen           | 1978             | 1995               | 5 (Gr C)             | Stade Robert Gossart                | -        |
| ASPTT Vannes          | -                | 1994               | 7 (Gr C)             | -                                   | -        |
| FCE Arlac             | 1976             | 1992               | 8 (Gr C)             | Stade Joseph-Antoine Cruchon        | -        |
| Saint-Herblain OC     | 1973             | 1997               | CIR                  | Stade Val de Chézine                | 300      |
| ES Rochelaise         | -                | 1997               | CIR                  | -                                   | -        |
| Tours EC              | -                | 1997               | CIR                  | Stade de la Vallée du Cher (Annexe) | -        |

## Compétition

### Classement
Le classement est calculé avec le barème de points suivant : une victoire vaut trois points, le match nul un et la défaite zéro.
Critères appliqués pour départager en cas d'égalité au classement :
1. classement aux points des matchs joués entre les clubs ex æquo ;
2. différence entre les buts marqués et les buts concédés par chacun d’eux au cours des matchs qui les ont opposés ;
3. différence entre les buts marqués et les buts concédés sur la totalité des matchs joués dans le championnat ;
4. plus grand nombre de buts marqués sur la totalité des matchs joués dans le championnat ;
5. en cas de nouvelle égalité, une rencontre supplémentaire aura lieu sur terrain neutre avec, éventuellement, l’épreuve des tirs au but.

Classement du Groupe A
| Rang | Équipe                   | Pts | J  | G | N | P | Bp | Bc | Diff |
| ---- | ------------------------ | --- | -- | - | - | - | -- | -- | ---- |
| 1    | US Orléans               | 42  | 18 | 0 | 0 | 0 | 0  | 0  | 0    |
| 2    | Saint-Memmie Olympique R | 39  | 18 | 0 | 0 | 0 | 0  | 0  | 0    |
| 3    | FCF Hénin-Beaumont       | 38  | 18 | 0 | 0 | 0 | 0  | 0  | 0    |
| 4    | SC Schiltigheim P        | 36  | 18 | 0 | 0 | 0 | 0  | 0  | 0    |
| 5    | Paris SG                 | 28  | 18 | 0 | 0 | 0 | 0  | 0  | 0    |
| 6    | FC Vendenheim            | 23  | 18 | 0 | 0 | 0 | 0  | 0  | 0    |
| 7    | AS Nancy-Lorraine        | 23  | 18 | 0 | 0 | 0 | 0  | 0  | 0    |
| 8    | US Compiègne             | 12  | 18 | 0 | 0 | 0 | 0  | 0  | 0    |
| 9    | FOS Hem P                | 9   | 18 | 0 | 0 | 0 | 0  | 0  | 0    |
| 10   | US Pérenchies P          | 2   | 18 | 0 | 0 | 0 | 0  | 0  | 0    |

|  | Promu en National 1A et qualifié pour le tournoi final. |
|  | Relégué en championnat interrégional. |
|  | R Relégué de National 1A P Promu de championnat interrégional. Pts points ; G victoires ; N match nuls ; P défaites Bp buts marqués ; Bc buts encaissés ; Diff différence de buts |

Classement du Groupe B
| Rang | Équipe               | Pts | J  | G  | N | P  | Bp | Bc | Diff |
| ---- | -------------------- | --- | -- | -- | - | -- | -- | -- | ---- |
| 1    | Caluire SCSC R       | 44  | 18 | 14 | 2 | 2  | 66 | 16 | +50  |
| 2    | FCF Monteux P        | 41  | 18 | 13 | 2 | 3  | 48 | 25 | +23  |
| 3    | ES Vitrolles         | 36  | 18 | 11 | 3 | 4  | 35 | 24 | +11  |
| 4    | Besançon AFF         | 34  | 18 | 11 | 1 | 6  | 41 | 32 | +9   |
| 5    | FC Félines Saint-Cyr | 28  | 18 | 8  | 4 | 6  | 28 | 20 | +8   |
| 6    | AS Moulins P         | 24  | 18 | 7  | 3 | 8  | 34 | 42 | -8   |
| 7    | US Villers-les-Pots  | 23  | 18 | 7  | 2 | 9  | 34 | 33 | +1   |
| 8    | FCF Le Puy           | 11  | 18 | 4  | 2 | 12 | 23 | 40 | -17  |
| 9    | Grenoble FF          | 4   | 18 | 2  | 3 | 13 | 10 | 41 | -31  |
| 10   | Besançon PSF         | 1   | 18 | 0  | 4 | 14 | 15 | 61 | -46  |

|  | Promu en National 1A et qualifié pour le tournoi final. |
|  | Relégué en championnat interrégional. |
|  | R Relégué de National 1A P Promu de championnat interrégional. Pts points ; G victoires ; N match nuls ; P défaites Bp buts marqués ; Bc buts encaissés ; Diff différence de buts |

Classement du Groupe C
| Rang | Équipe                | Pts | J  | G | N | P | Bp | Bc | Diff |
| ---- | --------------------- | --- | -- | - | - | - | -- | -- | ---- |
| 1    | CBOSL Football        | 47  | 18 | 0 | 0 | 0 | 0  | 0  | 0    |
| 2    | FCF Condéen           | 28  | 18 | 0 | 0 | 0 | 0  | 0  | 0    |
| 3    | Saint-Herblain OC P   | 27  | 18 | 0 | 0 | 0 | 0  | 0  | 0    |
| 4    | ES Cormelles-le-Royal | 25  | 18 | 0 | 0 | 0 | 0  | 0  | 0    |
| 5    | ES Rochelaise P       | 24  | 18 | 0 | 0 | 0 | 0  | 0  | 0    |
| 6    | ASPTT Vannes          | 23  | 18 | 0 | 0 | 0 | 0  | 0  | 0    |
| 7    | FC Gujan Mestras      | 22  | 18 | 0 | 0 | 0 | 0  | 0  | 0    |
| 8    | Tours EC P            | 21  | 18 | 0 | 0 | 0 | 0  | 0  | 0    |
| 9    | FCE Arlac             | 20  | 18 | 0 | 0 | 0 | 0  | 0  | 0    |
| 10   | US Mans R             | 7   | 18 | 0 | 0 | 0 | 0  | 0  | 0    |

|  | Promu en National 1A et qualifié pour le tournoi final. |
|  | Relégué en championnat interrégional. |
|  | R Relégué de National 1A P Promu de championnat interrégional. Pts points ; G victoires ; N match nuls ; P défaites Bp buts marqués ; Bc buts encaissés ; Diff différence de buts |

### Résultats
Groupe A
| Résultats (▼dom., ►ext.)                                   | Com | Hem | Hén | Nan | Orl | PSG | Pér | S-M | Sch | Ven |
| US Compiègne                                               |     | -   | -   | -   | -   | -   | -   | -   | -   | -   |
| FOS Hem                                                    | -   |     | -   | -   | -   | -   | -   | -   | -   | -   |
| FCF Hénin-Beaumont                                         | -   | -   |     | -   | -   | -   | -   | -   | -   | -   |
| AS Nancy-Lorraine                                          | -   | -   | -   |     | -   | -   | -   | -   | -   | -   |
| US Orléans                                                 | -   | -   | -   | -   |     | -   | -   | -   | -   | -   |
| Paris SG                                                   | -   | -   | -   | -   | -   |     | -   | -   | -   | -   |
| US Pérenchies                                              | -   | -   | -   | -   | -   | -   |     | -   | -   | -   |
| Saint-Memmie Olympique                                     | -   | -   | -   | -   | -   | -   | -   |     | -   | -   |
| SC Schiltigheim                                            | -   | -   | -   | -   | -   | -   | -   | -   |     | -   |
| FC Vendenheim                                              | -   | -   | -   | -   | -   | -   | -   | -   | -   |     |
| - Victoire à domicile - Match nul - Victoire à l'extérieur |     |     |     |     |     |     |     |     |     |     |

Groupe B
Source : Championnat de France de D2 1997-1998 - Groupe B - Calendrier, sur rsssf.com
| Résultats (▼dom., ►ext.)                                   | BAFF | BPSF | Cal | Gre | Puy | Mon | Mou | Fél | Vil | Vit |
| Besançon AFF                                               |      | 1-0  | 2-3 | 4-1 | 4-1 | 0-4 | 2-2 | 2-1 | 0-2 | 4-2 |
| Besançon PSF                                               | 0-2  |      | 0-4 | 0-1 | 2-2 | 0-3 | 1-1 | 2-4 | 0-3 | 1-3 |
| Caluire SCSC                                               | 7-1  | 7-1  |     | 3-1 | 3-0 | 8-1 | 6-1 | 1-1 | 5-1 | 4-0 |
| Grenoble FF                                                | 0-2  | 2-2  | 0-3 |     | 0-1 | 1-2 | 0-5 | 0-1 | 3-0 | 0-3 |
| FCF Le Puy                                                 | 1-4  | 4-1  | 0-1 | 5-0 |     | 0-3 | 4-1 | 2-2 | 0-1 | 2-3 |
| FCF Monteux                                                | 1-4  | 5-1  | 5-2 | 4-0 | 3-1 |     | 2-2 | 2-1 | 3-0 | 0-1 |
| AS Moulins                                                 | 1-4  | 6-0  | 0-5 | 3-1 | 2-0 | 1-3 |     | 3-1 | 2-1 | 1-7 |
| FC Félines Saint-Cyr                                       | 2-0  | 2-1  | 0-0 | 0-0 | 7-0 | 0-3 | 2-0 |     | 2-1 | 0-2 |
| US Villers-les-Pots                                        | 1-3  | 9-1  | 0-4 | 3-0 | 2-0 | 2-2 | 2-3 | 0-2 |     | 4-1 |
| ES Vitrolles                                               | 3-2  | 2-2  | 2-0 | 0-0 | 1-0 | 1-2 | 1-0 | 1-0 | 2-2 |     |
| - Victoire à domicile - Match nul - Victoire à l'extérieur |      |      |     |     |     |     |     |     |     |     |

Groupe C
| Résultats (▼dom., ►ext.)                                   | CBOSL | Arl | Con | Cor | Guj | Roc | Man | S-H | Tou | Van |
| CBOSL Football                                             |       | -   | -   | -   | -   | -   | -   | -   | -   | -   |
| FCE Arlac                                                  | -     |     | -   | -   | -   | -   | -   | -   | -   | -   |
| FCF Condéen                                                | -     | -   |     | -   | -   | -   | -   | -   | -   | -   |
| ES Cormelles-le-Royal                                      | -     | -   | -   |     | -   | -   | -   | -   | -   | -   |
| FC Gujan Mestras                                           | -     | -   | -   | -   |     | -   | -   | -   | -   | -   |
| ES Rochelaise                                              | -     | -   | -   | -   | -   |     | -   | -   | -   | -   |
| US Mans                                                    | -     | -   | -   | -   | -   | -   |     | -   | -   | -   |
| Saint-Herblain OC                                          | -     | -   | -   | -   | -   | -   | -   |     | -   | -   |
| Tours EC                                                   | -     | -   | -   | -   | -   | -   | -   | -   |     | -   |
| ASPTT Vannes                                               | -     | -   | -   | -   | -   | -   | -   | -   | -   |     |
| - Victoire à domicile - Match nul - Victoire à l'extérieur |       |     |     |     |     |     |     |     |     |     |

### Tournoi final
Le tournoi final du championnat oppose les meilleures équipes de chaque groupe lors d'un mini-tournoi à trois. Les équipes affrontent une seule fois leurs deux adversaires selon un calendrier tiré aléatoirement. 
Le classement est calculé avec le barème de points suivant : une victoire vaut quatre points, le match nul deux en cas de victoire aux tirs au but et un en cas de défaite et la défaite zéro. 
Critères de départage en cas d'égalité au classement :
1. classement aux points des matchs joués entre les clubs ex æquo ;
2. différence entre les buts marqués et les buts concédés par chacun d’eux au cours des matchs qui les ont opposés ;
3. différence entre les buts marqués et les buts concédés sur la totalité des matchs joués dans le championnat ;
4. plus grand nombre de buts marqués sur la totalité des matchs joués dans le championnat ;
5. en cas de nouvelle égalité, une rencontre supplémentaire aura lieu sur terrain neutre avec, éventuellement, l’épreuve des tirs au but.

Classement
| Rang | Équipe         | Pts | J | G | N | P | Bp | Bc | Diff |
| ---- | -------------- | --- | - | - | - | - | -- | -- | ---- |
| 1    | Caluire SCSC R | 8   | 2 | 2 | 0 | 0 | 7  | 3  | +4   |
| 2    | CBOSL Football | 5   | 2 | 1 | 0 | 1 | 4  | 4  | 0    |
| 3    | US Orléans     | 2   | 2 | 0 | 0 | 2 | 2  | 6  | -4   |

|  | R Relégué de National 1A Pts points ; G victoires ; N match nuls ; P défaites Bp buts marqués ; Bc buts encaissés ; Diff différence de buts |

Résultats
| 1re journée | 1re journée    | 1re journée | 1re journée    |
| Date        | Club           | Score       | Club           |
| ----------- | -------------- | ----------- | -------------- |
| 24/05/1998  | Caluire SCSC   | 4-1         | CBOSL Football |
| 2e journée  |                |             |                |
| Date        | Club           | Score       | Club           |
| 31/05/1998  | CBOSL Football | 3-0         | US Orléans     |
| 3e journée  |                |             |                |
| Date        | Club           | Score       | Club           |
| 07/06/1998  | US Orléans     | 2-3         | Caluire SCSC   |

## Bilan de la saison
| Championnat de France féminin de football de deuxième division 1997-1998 |                         |
| Champion                                                                 | Caluire SCSC (2e titre) |
| Promotions et relégations                                                |                         |
| Promus en National 1A                                                    | CBOSL Football          |
| Promus en National 1A                                                    | US Orléans              |
| Promus en National 1A                                                    | Caluire SCSC            |
| Relégués en National 1B                                                  | VGA Saint-Maur          |
| Relégués en National 1B                                                  | Stade quimperois        |
| Relégués en National 1B                                                  | Celtic de Beaumont      |